# St. Louis Swarm
St. Louis Swarm was een Amerikaanse basketbalclub uit St. Charles die speelde van 1999 tot 2001 in de International Basketball League.

## Geschiedenis
De eigenaars van de club hadden eerst de intentie om de club te laten spelen in Continental Basketball Association maar na het oprichten van de IBL verhuisde ze hun club daarheen. Oorspronkelijk zou de club de St. Charles Swarm heten maar dat werd veranderd in St. Louis Swarm. Butch Beard werd benoemd als eerste hoofdcoach met Lee Winfield als assistent-coach. Nog voor de start van het seizoen werd Bernie Bickerstaff benoemd als hoofdcoach en John Outlaw als tweede assistent-coach. De club werd in het eerste seizoen meteen kampioen.
Voor het seizoen 2000/01 was Bernie Bickerstaff opnieuw hoofdcoach van de Swarm en John Outlaw bleef assistent-coach naast Lee Winfield. Ook in hun tweede seizoen speelde de club kampioen. De club verdween net zoals de competitie na het seizoen. St. Louis Swarm werd tweemaal kampioen in de IBL die na twee edities stopte met bestaan.

## Resultaten
| Seizoen | Winst | Verlies | Play-offs | Coach                          |
| ------- | ----- | ------- | --------- | ------------------------------ |
| 1999/00 | 47    | 17      | Kampioen  | Butch Beard Bernie Bickerstaff |
| 2000/01 | 43    | 7       | Kampioen  | Bernie Bickerstaff             |

## Prijzen
- IBL-kampioen: 2000, 2001
- 1999–2000 IBL Coach of the Year — Bernie Bickerstaff
- 1999–2000 IBL Most Valuable Player — Doug Smith
- 1999–2000 IBL Defensive Player of the Year — Doug Smith
- 1999–2000 IBL Rookie of the Year — Danny Johnson
- 1999–2000 All-IBL First team — Danny Johnson en Doug Smith